# Laken (beddengoed)

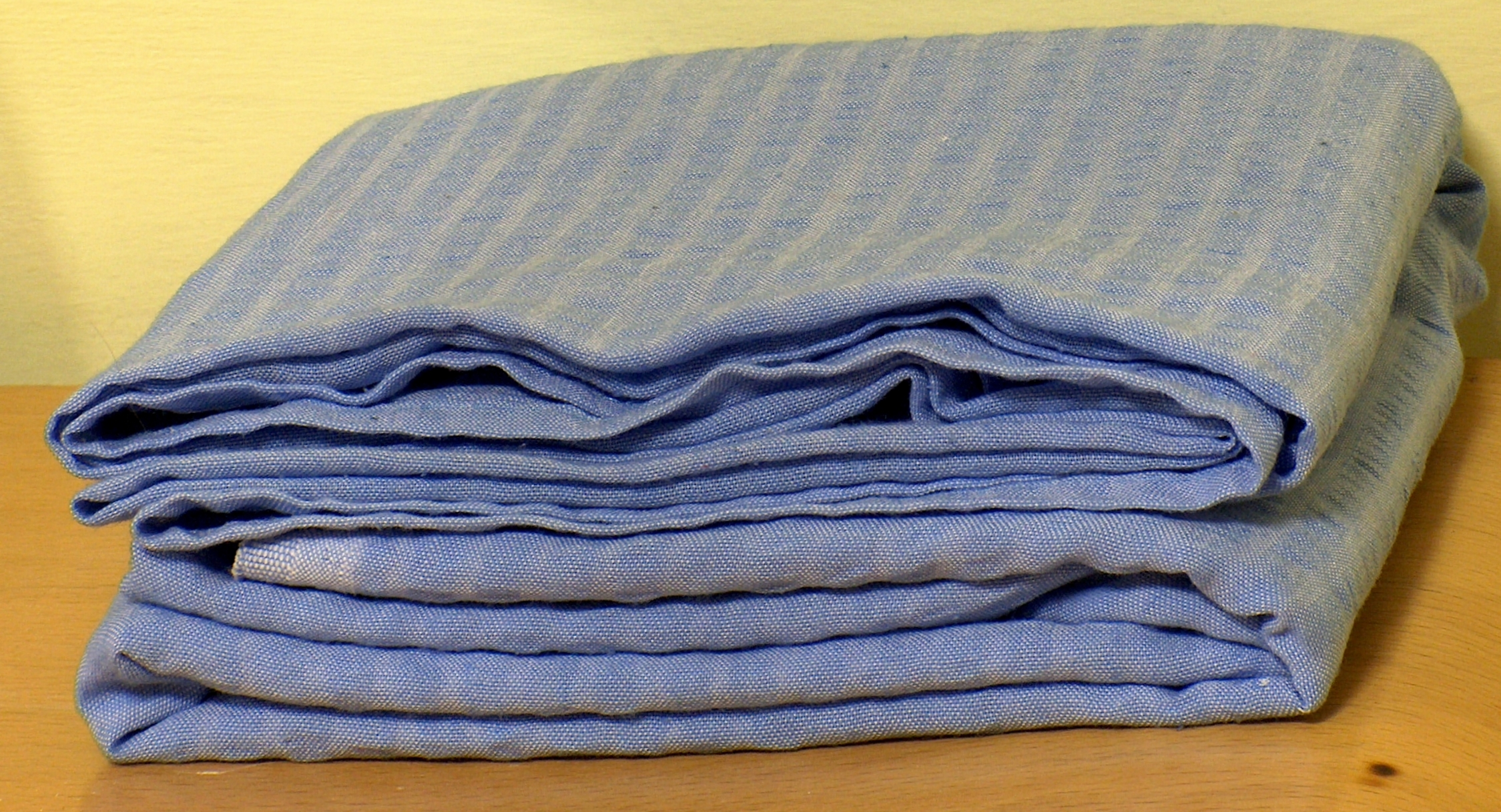
Een stapel lakens

Een laken is beddengoed dat wordt gebruikt als er onder een deken wordt geslapen. 
De stof waarvan men lakens maakt is meestal (gedeeltelijk) van katoen. Het (boven)laken beschermt de deken tegen stof en vuil. Het is nu eenmaal gemakkelijker een laken te wassen dan een deken. Dat daarbij het gekriebel van de wol van de deken wordt tegengegaan is een prettige bijkomstigheid.

## Onderlaken
Ook de matras wordt beschermd door een laken. Het laken wordt aan elke kant van de matras onder de matras omgeslagen zodat het vast ligt. Dit wordt in hotels nog veel gebruikt. De reden is dat een laken minder ruimte in de kast inneemt, goedkoper is en makkelijk te hanteren is in het hotel. Dit wordt het onderlaken genoemd. Dit soort lakens zijn meestal 260 cm lang en 160, 200 of 240 cm breed.

## Hoeslaken
De moderne variant is het hoeslaken dat elastiek in de vier hoekpunten heeft, twee elastieken aan kop- en voeteneind, of een elastiek dat rondom de matras verwerkt is, zodat het stevig om het matras getrokken kan worden en 's nachts niet losgewoeld wordt. Het hoeslaken is er voor gewone matrassen maar ook op maat voor boxspringsmatrassen, toppermatrassen en elk ander denkbaar matras. De stofsoort varieert van satijnkatoen tot jersey.